# Stanisław Grzmot-Skotnicki

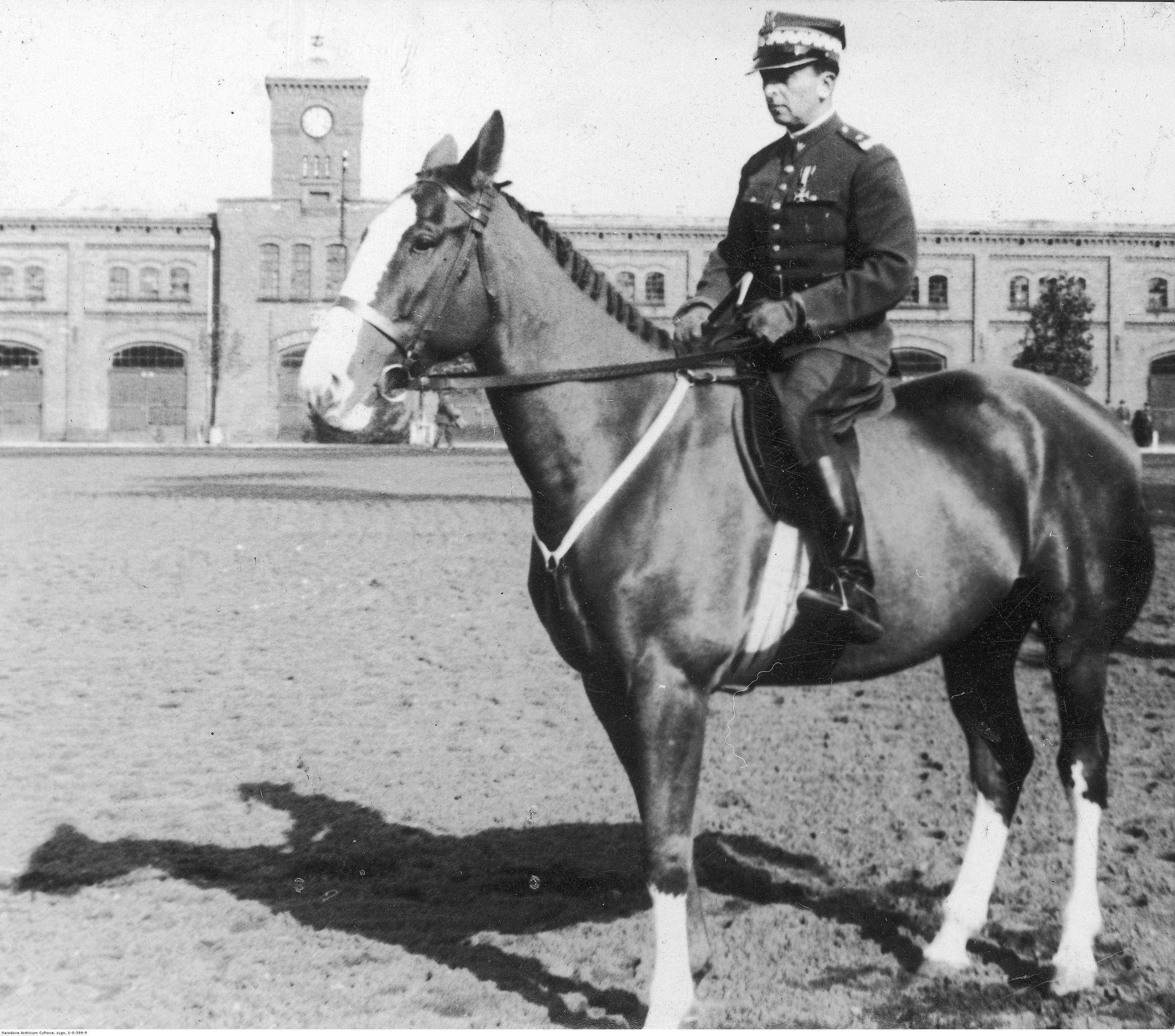
VIII Jeździeckie Mistrzostwa Polski w Bydgoszczy - uczestnik biegu myśliwskiego gen. bryg. Stanisław Grzmot-Skotnicki; październik 1938

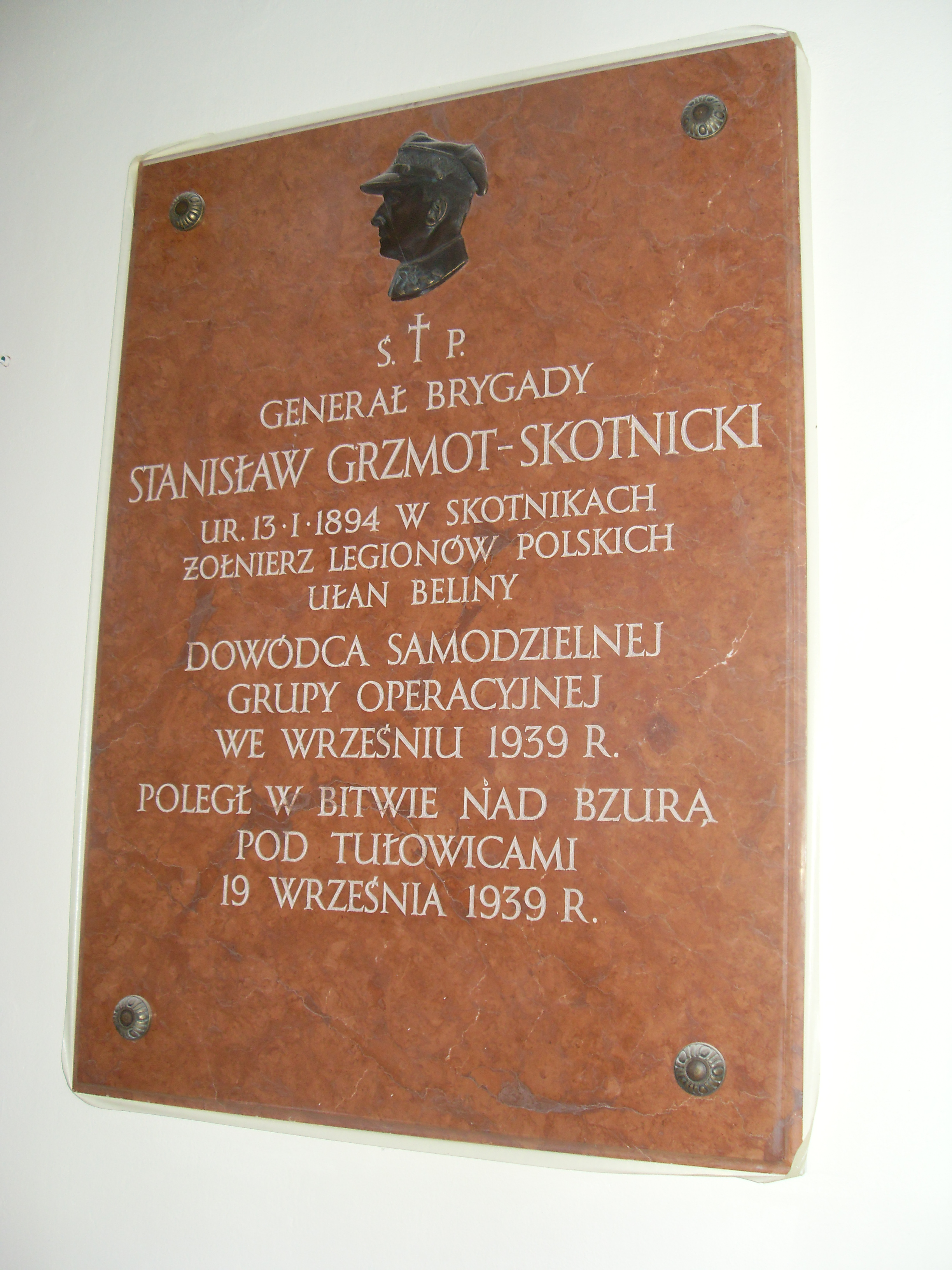
Tablica ku czci gen. Stanisława Grzmota-Skotnickiego w kościele w Brochowie

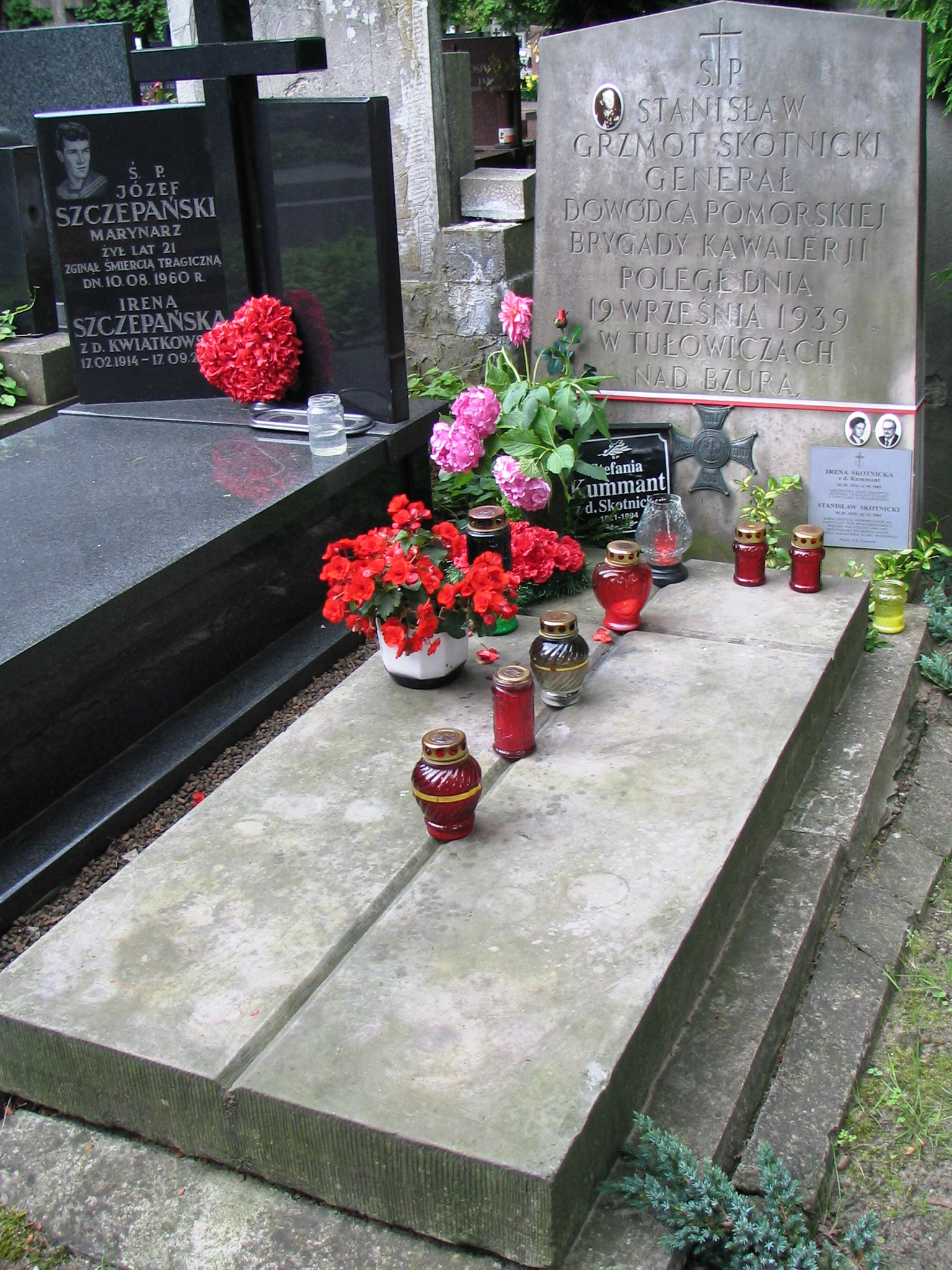
Grób gen. Stanisława Grzmota-Skotnickiego na Cmentarzu Wojskowym na Powązkach w Warszawie

Stanisław Grzmot-Skotnicki herbu Bogoria, ps. „Grzmot” (ur. 13 stycznia 1894 w Skotnikach, zm. 19 września 1939 w Tułowicach) – generał brygady Wojska Polskiego, kawaler Orderu Virtuti Militari.

## Życiorys
Urodził się 13 stycznia 1894 w rodzinnym majątku Skotniki, w ówczesnym powiecie sandomierskim guberni radomskiej, w rodzinie Maksymiliana h. Bogoria (1863–1922) i Wandy z Russockich (1866–1941). W 1912 złożył maturę w Szkole Handlowej w Radomiu i wyjechał do Szwajcarii, gdzie rozpoczął studia w Akademii Handlowej w Sankt Gallen i wstąpił do Związku Strzeleckiego. W 1913, po ukończeniu Oficerskiej Szkoły Strzeleckiej w Stróży, został komendantem oddziału Związku Strzeleckiego w St. Gallen.
Był członkiem tzw. konnego patrolu Władysława Prażmowskiego „Beliny” tzw. „siódemki”, który w nocy z 2 na 3 sierpnia, jako pierwszy przekroczył granicę zaboru austriackiego z zaborem rosyjskim w Kocmyrzowie i 3 sierpnia wieczorem powrócił do Krakowa, a 6 sierpnia wyruszył wraz z 1 kompanią kadrową do Kongresówki. Brał udział w marszu na Miechów i Kielce. 9 października 1914 został mianowany podporucznikiem i objął funkcję adiutanta płk. Władysława Beliny-Prażmowskiego. Z chwilą wyruszenia na wojnę przybrał pseudonim „Grzmot”, który stał się nieodłącznym członem jego nazwiska.
Służył w 1 pułku ułanów Legionów Polskich, dowodząc w nim kolejno plutonem i szwadronem. Brał udział w walkach nad Nidą, w rejonie Nowego Korczyna, Szczytnikami, Lublinem, Kościuchnówką i Trojanówką. Razem z całym pułkiem Beliny-Prażmowskiego walczy pod Krzywopłotami, Wolbromiem i Uliną Małą. Następnie walczył na Podhalu pod Limanową, Nowym Sączem i w kilkudniowej bitwie pod Łowczówkiem. Ubezpieczał też, wraz ze swoim szwadronem, przemarsz piechoty legionowej w kierunku Łodzi i Częstochowy. 5 marca 1915 został mianowany porucznikiem w kawalerii. W lutym i marcu 1917 wykładał musztrę na kawaleryjskim kursie oficerskim w Ostrołęce. Latem 1917, po kryzysie przysięgowym, został początkowo internowany w obozie w Szczypiornie, a od 20 lipca tego roku w Niemczech: Havelberg, Rastadt i Werl. Zwolniony 14 października 1918 wrócił do kraju.
W listopadzie tego roku odtwarzał swój macierzysty pułk (późniejszy 1 pułk szwoleżerów Józefa Piłsudskiego), w którym brał udział w wojnie polsko-ukraińskiej. 17 grudnia 1918 został przyjęty do Wojska Polskiego z zatwierdzeniem awansu na rotmistrza, „ogłoszonego w rozkazach generała majora Śmigłego”.
W grudniu 1918 walczył pod Sokolem i Dołnobyku. 28 stycznia 1919 wraz z pułkiem szarżował pod Krystynopolem. Jesienią 1919 został skierowany do Oficerskiej Szkoły Jazdy w Warszawie, a następnie do Aplikacyjnej Szkoły Kawalerii w Saumur we Francji. 11 czerwca 1920 został zatwierdzony z dniem 1 kwietnia 1920 w stopniu podpułkownika, w kawalerii, w grupie oficerów byłych Legionów Polskich. Od sierpnia 1920 dowodził VIII Brygadą Jazdy, a później 2 Dywizją Jazdy.
Od 1 maja do 1 lipca 1921 był słuchaczem Kursu Wyższych Dowódców w Warszawie. W latach 1921–1924 pełnił służbę na stanowisku głównego instruktora w Centralnej Szkole Kawalerii w Grudziądzu. 3 maja 1922 został zweryfikowany w stopniu podpułkownika ze starszeństwem z 1 czerwca 1919 i 6. lokatą w korpusie oficerów jazdy (od 1924 – kawalerii), a 31 marca 1924 mianowany pułkownikiem ze starszeństwem z 1 lipca 1923 i 2. lokatą w korpusie oficerów kawalerii. Z dniem 1 czerwca 1924 został przeniesiony do 15 Pułku Ułanów w Poznaniu na stanowisko dowódcy pułku. W czasie przewrotu majowego 1926 opowiedział się po stronie rządowej. Musiał dokonać wyboru pomiędzy obowiązkiem żołnierskim, który nakazywał mu iść z odsieczą rządowi, a osobistymi przekonaniami, gdyż sercem był piłsudczykiem. Wybrał obowiązek żołnierski i swój pułk, którego sztandar marsz. Józef Piłsudski osobiście udekorował Orderem Virtuti Militari, stanął przeciw Komendantowi. Marszałek Józef Piłsudski docenił to i kariera wojskowa Stanisława Grzmot-Skotnickiego przebiegała dalej bez żadnych zakłóceń.
15 lipca 1927 został mianowany dowódcą 9 Samodzielnej Brygady Kawalerii w Baranowiczach. 24 grudnia 1929 Prezydent RP Ignacy Mościcki awansował go na generała brygady ze starszeństwem z 1 stycznia 1930 i 3. lokatą w korpusie generałów. Wiosną 1937 objął dowództwo Pomorskiej Brygady Kawalerii. W 1938, wraz z całą Brygadą bierze udział w akcji na Zaolziu. Prawie cały wolny czas poświęcał działalności społecznej. Był prezesem Zarządu Okręgu Polskiej Macierzy Szkolnej i Wschodnio-Kresowego Klubu Jazdy.
We wrześniu 1939 dowodził Grupą Osłonową „Czersk” i Pomorską Brygadą Kawalerii w składzie Armii „Pomorze”. W bitwie nad Bzurą dowodził GO Kawalerii swego imienia.
18 września ranny pod Tułowicami dostał się do niewoli niemieckiej, zmarł następnego dnia rano. Pochowany w miejscu zgonu, w 1940 ekshumowany przez miejscową ludność i przeniesiony na cmentarz w Janówku, ekshumowany ponownie w 1952 i przeniesiony na Cmentarz Wojskowy na Powązkach w Warszawie (kwatera A 29-6-30).

## Życie prywatne
Stanisław Grzmot-Skotnicki był dwukrotnie żonaty. W 1919 ożenił się ze Stefanią z domu Calvas (1886–1934), rozwiedzioną z Bolesławem Wieniawa-Długoszowskim, z którą miał dwoje dzieci: Stanisława Gustawa (1920–2003) i Stefanię Wandę (1921–1994), uczestniczkę powstania warszawskiego. Syn Stanisław zawarł związek małżeński z Ireną Kummant ps. „Luga”, „Janina” (1924–2003), natomiast córka Stefania wyszła za mąż za brata Ireny, Leopolda Kummanta ps. „Rylski” (1920–1987). Rodzeństwo Kummant było żołnierzami Armii Krajowej i uczestnikami powstania warszawskiego. Drugą żoną Generała była Maria z domu Karczewska (1898-1993).      

## Opinie
Pracuje dzielnie i umiejętnie, z zapałem i ambicją i zdumiewającą świeżością sił. Rezultatów pracy oceniać w roku bieżącym jeszcze nie mogę. W dowodzeniu w polu nie widziałem.
/-/ gen. Władysław Bortnowski

## Ordery i odznaczenia
- Krzyż Kawalerski Orderu Wojennego Virtuti Militari (pośmiertnie, 1970)[26]
- Krzyż Srebrny Orderu Wojskowego Virtuti Militari nr 2245[27] (30 czerwca 1921)[28]
- Krzyż Komandorski Orderu Odrodzenia Polski (10 listopada 1933)[29][30]
- Krzyż Niepodległości (12 maja 1931)[31][32]
- Krzyż Walecznych (czterokrotnie)[33]
- Złoty Krzyż Zasługi (dwukrotnie: 10 listopada 1928[34][35], 15 września 1937[36][37])
- Medal Pamiątkowy za Wojnę 1918–1921[6]
- Medal Dziesięciolecia Odzyskanej Niepodległości[6]
- Srebrny Medal za Długoletnią Służbę
- Odznaka „Za wierną służbę”
- Odznaka Pamiątkowa „Pierwszej Kadrowej”[38]
- Komandor z Gwiazdą Orderu Krzyża Orła (Estonia, 1936)[39][40]
- Komandor Orderu Legii Honorowej (Francja, 1934)[41][39]
- Kawaler Orderu Legii Honorowej (Francja, 1922)[42]
- Order Krzyża Białego Związku Obrony 2. klasy (Estonia)[6]
- Medal Pamiątkowy 1918–1928 (Łotwa)[6]

## Upamiętnienie
W Tułowicach, tuż przy drodze nr 705 znajduje się niewielki kamień z kawaleryjskim proporczykiem – pamiątka ostatniego boju generała i 42 żołnierzy wziętych do niewoli oraz 6 mieszkańców Tułowic, wymienionych z nazwiska, których Niemcy rozstrzelali. W miejscu tym często stoją kwiaty i palą się lampki. Pamiątki po generale, m.in. naramiennik od munduru, order Virtuti Militari oraz medalik znajdują się w zbiorach Muzeum Ziemi Sochaczewskiej i Pola Bitwy nad Bzurą w Sochaczewie.
Minister obrony narodowej decyzją nr 77/MON z 4 sierpnia 1994 nadał 7 Brygadzie Zmechanizowanej (obecnie 7 Pomorska Brygada Obrony Wybrzeża) w Słupsku imię gen. bryg. Stanisława Grzmot-Skotnickiego.